# Сфера (фільм, 2017)
«Сфера» (англ. The Circle) — американський науково-фантастичний трилер режисера, продюсера і сценариста Джеймса Понсольдта 2017 року. Екранізація однойменного роману Дейва Еґґерса. Стрічка розповідає про інтернет-компанію, що об'єднує всі дані своїх користувачів у єдину систему. У головних ролях Емма Вотсон, Том Генкс, Джон Боєга. Вперше фільм показали 26 квітня 2017 року у США на кінофестивалі «Трайбека», а в Україні у широкому кінопрокаті показ фільму розпочався 27 квітня 2017 року.

## Сюжет
Нещодавня випускниця коледжу Мей Голланд, влаштовується на роботу в могутню технологічну компанію «Сфера», яка об'єднує в єдину систему електронну пошту своїх користувачів, сторінки в соціальних мережах, інформацію про банківські картки й покупки. Результатом цього процесу стає отримання людиною універсального онлайн-ідентифікатора. Але на практиці не все так гарно: проєкт, що позиціонується як новий ступінь в розвитку технологій, переслідує й інші, брудні цілі.

## У ролях
| Актор          | Персонаж      | Роль                       |
| -------------- | ------------- | -------------------------- |
| Емма Вотсон    | Мей Голланд   | молода працівниця «Сфери»  |
| Том Генкс      | Імон Бейлі    | засновник і голова «Сфери» |
| Джон Боєга     | Калден        | працівник «Сфери»          |
| Карен Гіллан   | Енні Аллертон | працівниця «Сфери»         |
| Еллар Колтрейн | Мерсер        | колишній хлопець Мей       |
| Петтон Освальт | Том Стентон   | співзасновник «Сфери»      |
| Білл Пекстон   | Вінні Голланд | батько Мей                 |
| Ґленн Гідлі    | Бонні Голланд | мати Мей                   |
| Джуді Реєс     | Олівія Сантос | конгресмен                 |
| Бек Гансен     | Бек Гансен    | камео                      |

## Створення фільму

### Знімальна група
- Кінорежисер — Джеймс Понсольдт
- Сценаристи — Джеймс Понсольдт і Дейв Еггерс
- Кінопродюсери — Джеймс Понсольдт, Ентоні Брегман, Гері Гетцман і Том Генкс
- Виконавчі продюсери — Штефані Азпіасу, Пітер Крон, Дейв Еггерс, Еван Гейс, Расселл Левін, Рон Шмідт, Стівен Шарешіан, Саллі Віллкокс
- Композитори — Денні Ельфман
- Кінооператор — Меттью Лібатік
- Кіномонтаж — Ліза Лессек, Франклін Петерсон
- Підбір акторів — Аві Кауфман
- Художник-постановник — Джералд Салліван
- Артдиректори — Сара Потт, Себастіан Шродер
- Художник по костюмах — Емма Поттер[7].

### Виробництво
Знімання фільму розпочалося 11 вересня 2015 року.

## Сприйняття

### Оцінки
Від кінокритиків фільм отримав змішані відгуки: Rotten Tomatoes дав оцінку 16 % на основі 67 відгуків від критиків (середня оцінка 4,3/10). Загалом на сайті фільм має погані оцінки, фільму зарахований «гнилий помідор» від фахівців, Metacritic — 43/100 на основі 30 відгуків критиків. Загалом на цьому ресурсі від фахівців фільм отримав змішані відгуки.
Від пересічних глядачів фільм теж отримав змішані відгуки: на Rotten Tomatoes 25 % зі середньою оцінкою 2,2/5 (12 717 голосів), фільму зарахований «розсипаний попкорн», на Metacritic — 5,3/10 на основі 37 голосів, Internet Movie Database — 5,3/10 (14 390 голоси).
Юлія Ліпенцева на сайті телеканалу «24» написала, що «попри присутність чудових акторів та хорошого ідейного фундаменту, фільм „Сфера“ виглядає знятим гірше, ніж міг би бути».

### Касові збори
Під час показу в Україні, що розпочався 27 квітня 2017 року, протягом першого тижня на фільм було продано 23 237 квитків, фільм був показаний на 185 екранах і зібрав 1 963 799 ₴, або ж 73 980 $, що на той час дозволило йому зайняти 3 місце серед усіх прем'єр.
Під час показу у США, що розпочався 28 квітня 2017 року, протягом першого тижня фільм був показаний у 3 163 кінотеатрах і зібрав 9 034 148 $, що на той час дозволило йому зайняти 5 місце серед усіх прем'єр. Показ фільму тривав 42 дні (6 тижнів) і завершився 8 червня 2017 року, зібравши у прокаті в США 20 497 844 долари США, а у решті світу 13 410 000 $, тобто загалом 33 907 844 $ при бюджеті 18 млн доларів США.

### Виноски
1. 1 2  The Circle: Release Info (англ.). Internet Movie Database. Архів оригіналу за 11 грудня 2016. Процитовано 30 березня 2017.
2. 1 2  Сфера. Kino-teatr.ua. Архів оригіналу за 3 травня 2017. Процитовано 30 березня 2017.
3. 1 2  Dave McNary (28 квітня 2017). Box Office: ‘Fate of the Furious’ Runs Circles Around Tom Hanks-Emma Watson Thriller (англ.). Variety. Архів оригіналу за 1 травня 2017. Процитовано 3 травня 2017.
4. 1 2  The Circle (2017) (англ.). Box Office Mojo. Архів оригіналу за 3 серпня 2018. Процитовано 22 серпня 2017.
5. 1 2 3 4  The Circle (2017) (англ.). The Numbers. Архів оригіналу за 25 червня 2017. Процитовано 22 серпня 2017.
6. ↑  Сфера. Артхаус Трафік. Архів оригіналу за 30 березня 2017. Процитовано 30 березня 2017.
7. ↑  The Circle: Full Cast & Crew (англ.). Internet Movie Database. Архів оригіналу за 20 квітня 2016. Процитовано 30 березня 2017.
8. ↑  On the Set for 9/11/15: Matt Damon Starts on Jason Bourne Sequel, Shailene Woodley Wraps Divergent Series: Allegiant (англ.). SSN Insider. 11 вересня 2015. Архів оригіналу за 15 вересня 2015. Процитовано 4 травня 2017.
9. 1 2  The Circle (англ.). Rotten Tomatoes. Архів оригіналу за 6 травня 2017. Процитовано 3 травня 2017.
10. 1 2  The Circle (англ.). Metacritic. Архів оригіналу за 5 травня 2017. Процитовано 3 травня 2017.
11. ↑  The Circle (англ.). Internet Movie Database. Архів оригіналу за 2 травня 2017. Процитовано 3 травня 2017.
12. ↑  Юлія Ліпенцева (2 травня 2017). "Сфера": ми використовуємо соцмережі, а їх використовують проти нас?. Телеканал «24». Архів оригіналу за 2 травня 2017. Процитовано 4 травня 2017.
13. ↑  Олексій Першко (11 травня 2017). Бокс-Офіс 18 (2017): Артхаузні уїк-енди. Kino-teatr.ua. Архів оригіналу за 21 травня 2017. Процитовано 17 травня 2017.
14. ↑  The Circle (2017) — Ukraine Weekend Box Office (англійською) . Box Office Mojo. Процитовано 17 травня 2017.